# Romain Jacob
Romain Jacob (* 18. August 1988 in Calais) ist ein französischer Profiboxer im Superfedergewicht. 

## Amateurkarriere
Romain Jacob wurde 2004 französischer Kadettenmeister und 2006 französischer Juniorenmeister. Zudem gewann er 2006 die EU-Meisterschaften der Junioren in Italien (Finalsieg gegen Onur Şipal) und den Brandenburg-Cup der Junioren in Deutschland. Bei den Juniorenweltmeisterschaften 2006 in Marokko blieb er medaillenlos.
Bei den französischen Meisterschaften 2007 erreichte er einen dritten Platz, während er bei den französischen Meisterschaften 2008 den Vizemeistertitel erkämpfte.

## Profikarriere
Seit Oktober 2008 boxt er bei den Profis. Im Juni 2011 gewann er den französischen Meistertitel im Superfedergewicht und verteidigte ihn viermal. Im Juni 2013 wurde er mit einem T.K.o.-Sieg gegen den ungeschlagenen Mexikaner Martin Cardona (17-0), neuer Jugendweltmeister der IBF. 
Die EBU-Europameisterschaft im Superfedergewicht gewann Jacob am 14. Februar 2014 durch einen Punktesieg gegen Devis Boschiero (34-1). Nach einem Sieg im Rückkampf am 10. Oktober 2014, verteidigte er den Titel noch am 24. April 2015 nach Punkten gegen Ex-Europameister Ermano Fegatilli (30-5) aus Belgien. Am 10. November 2015 verlor er den Titel an den Spanier Juli Giner (17-1).